# Hepatozoonose
Die Hepatozoonose ist eine durch parasitäre Einzeller der Gattung Hepatozoon hervorgerufene Krankheit bei Säugetieren und Reptilien, die durch blutsaugende Insekten übertragen wird.

## Erreger und Übertragung
In einer Analyse von Richard Thomas et al. aus dem Jahr 2024 wurde eine Hepatozoon-Infektion (d. h. Hepatozoonose) bei 60 Säugetierarten festgestellt. Unter den anderen Hepatozoon-Mitglieder infiziert Hepatozoon caimani Kaimane, Hepatozoon cevapii, H. massardii, H. cuestensis und H. musa Schlangen.
Die Hepatozoonose der Hunde wird in Europa, Afrika und Asien vor allem durch Hepatozoon canis hervorgerufen. Der Erreger kommt in Südeuropa, Afrika und Asien vor, so dass die Hepatozoonose in Mitteleuropa vor allem eine „Reisekrankheit“ („Mittelmeerkrankheit“) ist. In den Sommermonaten kann die Braune Hundezecke aber auch in Mitteleuropa vorkommen, in beheizten Räumen auch ganzjährig, so dass ein Infektionsrisiko auch hier besteht. Unter den Canidae (Hunde) sind Vertreter der Gattungen Canis und Vulpes mit Hepatozoon canis infiziert. In Amerika wird die Hepatozoonose der Hunde aber vorwiegend durch Hepatozoon americanum ausgelöst. Überträger ist die Golfküstenzecke (Amblyomma maculatum).
Löwen und andere Feliden (Felidae: Katzen inkl. Großkatzen) sind mit Hepatozoon felis infiziert. Bei Katzen wird der Erreger seltener nachgewiesen, verursacht als Ko-infektion ähnliche Krankheitserscheinungen wie beim Hund.
Der Erreger wird oral durch Fressen, Verschlucken oder Zerbeißen der Zecken übertragen. Empfänglich sind vor allem Hunde, jedoch auch Katzen. Hepatozoen befallen die weißen Blutkörperchen, insbesondere die eosinophilen Granulozyten und Monozyten, sowie Endothelzellen der Milz, Leber, Muskulatur, Lungen und des Knochenmarks. In Geweben verursacht die Infektion eine eitrig-granulomatöse Entzündung. Durch Bildung von Immunkomplexen kann eine Glomerulonephritis oder Amyloidose entstehen.
Einige Hepatozoon-Arten leben in den Monozyten und peripheren Erythrozyten von Echsen wie der Grünen Ameive (Ameiva ameiva).